# BBC World News
BBC World News — международный общественный информационный телеканал. Входит в BBC. Является самым популярным среди всех телеканалов корпорации.
Канал вещает из Broadcasting House.
Из собственной студии идёт вещание: по будням — с 05:00 до 00:30 (WET); по выходным — с 06:00 до 00:30. В остальное время новости ведутся из студии внутреннего британского канала BBC News.
Несмотря на то что служба новостей BBC News выпускает кадры в формате 16:9, канал долгое время передавался в формате 4:3 (новости конвертировались в формат 14:9). С 13 января 2009 года канал перешёл на полноценное вещание в формате 16:9.
В ноябре 2006 года Ассоциация международного телерадиовещания присвоила BBC World звание лучшего международного новостного канала.
До 20 апреля 2008 года канал носил название «BBC World».

## История
Изначально канал планировался, как обычный канал для зарубежного вещания, хотя в отличие от мирового радио BBC, которое финансируется правительством Англии, правительство Англии отказалось от выплаты субсидий для телеканала. Канал был запущен 11 марта 1991 года под названием BBC World Service Television. После двухнедельных пилотных программ, началось постоянное вещание канала.
1 января 1994 года канал был разделён на две части: один канал — развлекательный канал (BBC Prime), который требовал специальной подписки, другой канал был новостным (BBC World). В этом же 94 году на канале произошёл незначительный ребрэндинг. С 1994 по 1997 год графика и студийное оформление новостных программ, было очень похожим на то, которое использовалось на обычных каналах BBC в Англии.
Новый дизайн канала и обновления появились после того, как 4 октября 1997 года появился новый логотип корпорации, а также изменения в графике произошли 9 ноября 1997 года.
Другая сильная смена оформления на канале пришла в 1999 году, когда новости приобрели одни и те же фирменные цвета, такие как красный и кремовый, а также единое музыкальное оформление «обратного отсчёта», которое было написано композитором Дэвидом Лоу, тем самым отклонившись от основных мелодий с оркестром.
В 2003 году прошёл новый ребрендинг, используя те же «каунтдауны», в качестве музыкального оформления. Также изменилась графика. Музыка была немного изменена, в то время, как графика изменилась на чёрно-красную, с использованием в студии матового стекла, а также красных и белых тонов. Позже, в 2004 году, сменился слоган канала, который прямо указывал на то, что канал стал полностью новостным.
В 2008 году канал был переименован в BBC World News. Была создана новая графика, а также переработанная музыка Дэвида Лоу.

## Распространение
В основном BBC World News вещается как FTA (бесплатный). В Италии канал бесплатно доступен по всей стране через цифровую наземную телевизионную сеть по технологии DVB-T.